# Haarbuschdrongo
Der Haarbuschdrongo (Dicrurus hottentottus, Syn.: Corvus hottentottus), auch Glanzspitzendrongo genannt, ist eine Vogelart aus der Familie der Drongos.
Die Art wurde früher als konspezifisch mit dem Glanzfleckdrongo (Dicrurus bracteatus) angesehen.
Sie kommt in Bangladesch, Bhutan, Borneo, Brunei, China, Hongkong, Indien, Indochina, Indonesien, Kambodscha, Malaysia, Nepal, Philippinen und Thailand vor.
Das Verbreitungsgebiet umfasst feuchte Wälder, meistens immergrüner Laubwald und laubabwerfender tropischer Wald, bevorzugt mit blühenden Bäumen, insbesondere Asiatischer Kapokbaum, bis 1400 m Höhe.

## Beschreibung
Der Haarbuschdrongo ist 24 bis 32 cm groß, die Oberseite ist glänzend blauschwarz, glitzernd, der Kopf ist schwarz, der lange, deutlich nach unten gebogene Schnabel ist grau, die Iris ist braun. Die Unterseite ist gern etwas weniger dunkel, bläulich, die Krallen sind schwarz. Die Geschlechter unterscheiden sich nicht. Der lange Schwanz ist leicht gegabelt mit aufwärts gedrehten Ecken. Statt eines Halsbandes hat er lange haarartig wirkende Federn und eine haarartige, schwarze Haube.
Jungvögel sind bräunlich und weniger glänzend.

## Stimme
Der Ruf des Männchens wird als sehr variabel, lärmend während der Brutzeit beschrieben, zahlreiche Vogelstimmen können nachgeahmt werden.

## Geografische Variation
Es werden folgende Unterarten anerkannt:
- D. h. hottentottus (Linnaeus, 1766), Nominatform – englisch Hair-crested Drongo – Indien (Western Ghats; Westbengalen und Odisha südlich bis Tamil Nadu), Himalayaausläufer von Jammu und Kaschmir, Punjab und Himachal Pradesh östlich bis Bangladesch und Nordostindien, Myanmar (Südlich bis Tenasserim), Nordthailand, Südchina, Kambodscha, Südlaos und Südvietnam
- D. h. brevirostris (Cabanis, 1851) – China (Südlich von Hebei und Jiangsu), Norden von Myanmar, Laos und Vietnam; als Wintergast in ganz Indochina, Thailand und Myanmar
- D. h. palawanensis Tweeddale, 1878 – englisch Palawan Drongo – Westen der Philippinen (Busuanga, Culion, Palawan, Balabac und Cagayan Sulu)
- D. h. cuyensis (McGregor, 1903) – englisch Cuyo Drongo – Philippines (Caluya, Cuyo)
- D. h. suluensis E. J. O. Hartert, 1902 – englisch Sulu Drongo – Südwestliches Sulu-Archipel (Jolo, Lapac, Tawi-Tawi, Simunul und Sibutu), Philippinen und Maratua-Insel
- D. h. borneensis (Sharpe, 1879) – englisch Bornean Blue Drongo – Borneo
- D. h. jentincki (Vorderman, 1893) – englisch Javan Drongo – Java, Bali, Masalembu-Inseln und Kangeaninseln
- D. h. faberi Hoogerwerf, 1962 – Panaitan und Inseln der Bucht von Jakarta, in Westjava
- D. h. leucops Wallace, 1865 – englisch White-eyed Drongo – Sulawesi und angrenzende Archipele, Matasiriinsel
- D. h. banggaiensis Vaurie, 1952 – Banggai-Inseln
- D. h. guillemardi (Salvadori, 1890) – englisch Obi Drongo – Obi-Inseln
- D. h. pectoralis Wallace, 1863 – englisch Sula Drongo – Sula-Inseln

Avibase und IOC World Bird List führen noch zwei weitere Unterarten:
- Dicrurus hottentottus striatus Tweeddale, 1877: Südliche Philippinen (Basilan, Mindanao und Palapag)
- Dicrurus hottentottus samarensis Vaurie, 1947: Philippinen (Bohol, Leyte, Panaon, Samar und Calicoan-Insel)

## Lebensweise
Die Nahrung besteht aus großen Insekten und Nektar von Bombax-Arten und Korallenbaum Blüten. Der Drongo tritt einzeln oder als Paar auf, bildet auch kleine Jagdgemeinschaften.
Die Brutzeit liegt zwischen April bis Juni im Norden, bis Juli in Südostasien, März bis April im Süden. Das Nest ist ein typisches Drongonest: eine flache gepolsterte Vertiefung auf dem Ende eines horizontalen Astes. Meist werden 3–4 creme- bis lachsfarbene, rötlich kleingefleckte Eier gelegt. Beide Geschlechter beteiligen sich an der Aufzucht.

## Gefährdungssituation
Der Bestand gilt als nicht gefährdet (Least Concern).